# Al-Amrijja (Algieria)
Al-Amrijja (ar. العامرية, fr. El Amria) – miasto w północnej Algierii, w prowincji Ajn Tumuszanat.